# Let’s Get Happy
Let’s Get Happy war der deutsche Beitrag zum Eurovision Song Contest 2003, der von Lou in englischer Sprache gesungen wurde.

## Entstehung und Inhalt
Der Titel wurde wie der letztjährige, I Can’t Live Without Music, vom ESC-Duo Ralph Siegel und Bernd Meinunger geschrieben. Es war der letzte Grand-Prix-Beitrag der beiden Songwriter als Duo für Deutschland. Bei dem Lied handelt sich um einen Uptempo-Popsong, in dessen Text die Protagonistin die Zuhörer dazu aufruft, die Sorgen zu vergessen und Freunde zu sein.

## Veröffentlichung
Die Single, die am 17. Februar 2003 bei Jupiter Records erschien, enthielt den im Original – wie der letztjährige – genau drei Minuten langen Song in sechs verschiedenen Versionen.

## Song Contest
Let’s Get Happy wurde am Abend an zehnter Stelle aufgeführt, nach Stelios Konstantas aus Zypern mit Feeling Alive und vor t.A.T.u. aus Russland mit Ne wer, ne boisja. Lou wurde von fünf in verschiedenen Farben gekleideten Backgroundsängerinnen und -sängern begleitet. Der Song erhielt 53 Punkte und erreichte so Platz elf von 26 Teilnehmern, gemeinsam mit dem irischen Beitrag We’ve Got the World, gesungen von Mickey Harte.